# نوزدايف (المرآة السوداء)
نوزدايف (بالإنجليزية: Nosedive)‏ هي الحلقة الأولى في الموسم الثالث من مسلسل الخيال العلمي البريطاني المرآة السوداء أو بلاك ميرور. كتب مايكل شور ورشيدة جونز العرض التليفزيوني للحلقة، استنادًا إلى قصّة تشارلي بروكر، بينما عمل جو رايت كمخرج. عُرضت الحلقة لأول مرة على نتفليكس في 21 أكتوبر 2016، إلى جانب بقية حلقات الموسم الثالث.
تدور أحداث الحلقة في عالم حيث يمكن للناس تقييم بعضهم البعض من نجمة إلى خمس نجوم لكل تفاعل لديهم، مما قد يؤثر على وضعهم الاجتماعي والاقتصادي. لاسي (بريس دالاس هوارد) هي شابة مهووسة بتصنيفاتها. تجد فرصة لرفع تصنيفاتها بشكل كبير والانتقال إلى مسكن أكثر فخامة بعد أن اختارتها صديقة الطفولة الشهيرة (أليس إيف) لتشريفها وتكريمها في حفل زفافها. أدى هوسها إلى العديد من الحوادث المؤسفة في رحلتها إلى حفل الزفاف والتي بلغت ذروتها في انخفاضٍ سريعٍ في تقييماتها.
كانت ميزانيّة الحلقة أكبر بكثير من ميزانيات الحلقات السابقة من المسلسل، الذي حظي بدعمٍ من القناة الرابعة. كتب بروكر مخططًا للحلقة، ثم كتب شور النصف الأول من الحلقة وكتب جونز الأخير. تم الإنتاج بطريقة مشابهة لفيلم قصير. صُوّرت الحلقة في جنوب إفريقيا، حيث عمل شيموس ماكغارفي كمدير للتصوير الفوتوغرافي وجويل كولينز وجيمس فوستر كمصممي الإنتاج. نغمة الحلقة أقل كآبة وأكثر كوميدية من حلقات المرآة السوداء الأخرى، مع نهاية أكثر إيجابية بشكل ملحوظ من حلقات المسلسل السابقتين.
تلقت الحلقة مراجعات إيجابية بشكل أساسي وهي متوسطة الجودة في قوائم النقاد لحلقات المرآة السوداء. تمت الإشادة بالجمال البصري على نطاق واسع، إلى جانب الموسيقى التصويرية لماكس ريختر وأداء هوارد. كان النقد من العديد من المراجعين هو إمكانية التنبؤ بالحلقة وانتهائها، على الرغم من إشادة البعض بالسيناريو والنغمات الكوميدية. لاحظ العديد من النقاد تشابه الحلقة مع نظام الائتمان الاجتماعي في الصين، إلى جانب أعمال خيالية حول وسائل التواصل الاجتماعي مع موضوعات تتعلق بالجنس والهوس بالصورة. تم ترشيح الحلقة للعديد من الجوائز، بما في ذلك ترشيح لجائزة نقابة ممثلي الشاشة لهوارد وترشيح جائزة برايم تايم إيمي لماكجارفي. صدرت لعبة تحملُ الاسم نوزدايف استنادًا إلى الحلقة، في عام 2018.

## الحبكة
لقد تبنى المجتمع تقنية حيث يشارك الجميع أنشطتهم اليومية من خلال الأجهزة المحمولة ويقيم تفاعلهم مع الآخرين على مقياس من نجمة إلى خمس نجوم مما يؤثر بشكل تراكمي على الوضع الاجتماعي والاقتصادي للجميع.
تسعى لاسي باوند (برايس دالاس هوارد) إلى رفع تصنيفها من 4.2 إلى 4.5 للحصول على خصم على شقة فاخرة؛ ومع ذلك على الرغم من محاولاتها أن تكون لطيفة وممتعة فقد استقر تصنيفها. تتحدث لاسي إلى أحد الاستشاريين الذي يقترح كسب تأييد الأشخاص ذوي التصنيف العالي جدًا. تُركّز لاسي على السيّد راغز وصديقتها نعومي (أليس إيف) من أجل ذلك. نعومي التي حصلت على تصنيف 4.8 حاليًا قيمت الصورة بخمس نجوم وتدعو لاسي قائلة إنها مخطوبة وتدعو لاسي لإلقاء خطاب بصفتها وصيفة الشرف. توافق لاسي على الشقة وتلتزم بها وتتوقع العديد من التقييمات العالية من الضيوف.
في يوم رحلتها تسببت العديد من الحوادث المؤسفة في تصنيف الناس للاسي بشكل سلبي مما أدى إلى انخفاض تصنيفها إلى أقل من 4.2. في المطار تم إلغاء رحلتها ولا يمكنها شراء مقعد في رحلة بديلة بتصنيفها الحالي. عندما تتسبب لايسي (أو لاسي) في مشهد ما يعاقبها الأمن بوضعها في ما يُعرف «بالضرر المزدوج» ويطرحُ نقطة كاملة من تصنيفها لمدة 24 ساعة. نظرًا لتصنيفها المنخفض لا يمكن للاسي استئجار سيارة قديمة إلا لقيادتها إلى حفل الزفاف والتي لا يمكنها إعادة شحنها عندما تنفد الطاقة. لقد أُجبرت على ركوب سيارة مع سوزان (شيري جونز) سائقة شاحنة ذات تصنيف 1.4. أخبرت سوزان لاسي أنها اعتادت أن تهتم بتصنيفها حتى تم تجاوز زوجها الراحل لعلاج السرطان الحيوي لأن درجاتهم لم تكن عالية بما يكفي وتقول إنها تشعر بحرية أكبر دون التركيز على التقييمات.
في اليوم التالي بينما كانت لاسي في طريقها إلى حفل الزفاف أخبرتها نعومي ألا تحضر لأن تصنيفها المنخفض بشدة سيؤثر سلبًا على تقييمات نعومي الخاصة. تصلُ لاسي الغاضبة إلى حفل الزفاف وتتسلل خلال حفل الاستقبال. أمسكت بالميكروفون وبدأت في إلقاء الخطاب الذي كتبته لكنها استاءت أكثر فأكثر وأخذت في النهاية سكينًا وهددت بقطع رأس السيد راجز. قام الضيوف بتقييم لاسي بشكل سلبي مما أدى إلى انخفاض تصنيفها إلى ما دون نجمة واحدة. يصلُ الأمن ويعتقلُ لاسي. يتمُّ نقلها إلى السجن ويتم إزالة التكنولوجيا التي تدعم نظام التصنيف من عينيها. أدركت هي والرجل في الزنزانة المقابلة لها (سوب ديرسو) أنهما يستطيعان التحدث الآن دون القلق بشأن التصنيف ويوجهان الإهانات ببهجة لبعضهما البعض.

## الإنتاج
نوزدايف هي الحلقة الأولى من الموسم الثالث من المرآة السوداء. تم إصدار جميع الحلقات الست من هذه السلسلة على نتفليكس في وقت واحد في 21 أكتوبر 2016. يقول بروكر إنه تم اختياره ليكون العرض الأول للموسم «جزئيًا لتهدئة الناس قليلاً»،  بناءً على توصية نتفليكس. إلى جانب «سان جونيبيرو»، تم عرض «نوزدايف» لأول مرة في عام 2016 قبل إطلاقه على نتفليكس في مهرجان تورونتو السينمائي الدولي. قبل يومين من إطلاق المسلسل على نتفليكس، ألمح بروكر إلى أن «نوزدايف» هي «هجاءٌ مرحٌ حول انعدام الأمن الحديث.»
في حين تم عرض الموسن الأول والثاني من المسلسل على القناة الرابعة في المملكة المتحدة، في سبتمبر 2015، كلفت نتفليكس المسلسل بـ 12 حلقة (مقسمة إلى سلسلتين من ستّ حلقات)،  وفي مارس 2016، فازت القناة الرابعة بالمزايدة على حقوق توزيع الموسم الثالث بمبلغ 40 مليون دولار. نظرًا لانتقال بثه إلى نتفليكس، كانت ميزانية العرض أكبر مما كانت عليه في الموسم السابق،  والتي يقترح أحد النقاد أنها [نتفليكس] مسؤولة عن «التشكيلة الرائعة» التي لاحظها العديد من المراجعين. ووصف ناقد آخر هذه الحلقة بأنها «الأكثر طموحًا حتى الآن». نظرًا لترتيب الحلقات الأكبر حجمًا، كانت حلقاتُ الموسم الثالث مختلفة نوعًا ما بل كانت نغمتها أكثر من السلسلة السابقة. لاحظ أحد المراجعين أيضًا أن «نوزدايف» تحتوي على «أحرف أمريكية فقط».
في نوفمبر 2016، للربط مع الحلقة، أصدرت نتفليكس تطبيقًا يسمى رايت مي. يتيح التطبيق للمستخدمين تقييم الأشخاص، من خلال حساب تويتر الخاص بهم، وعرض تقييماتهم وتقييمات الآخرين.

### التأليف والكتابة
الحلقة مبنية على فكرة لمبدع المسلسل تشارلي بروكر. قام هو والمنتج التنفيذي أنابيل جونز بطرح الفكرة على العديد من شركات الأفلام في الولايات المتحدة بعد السلسلة الأولى من المرآة السوداء. كانت الفكرة الأصلية عبارة عن فيلم كوميدي مشابه لبروستر ميليونز، الذي يركز على شخص ذو مكانة عالية يحاول تقليل ترتيبه في غضون 24 ساعة. لاحقًا، كتب بروكر نصف،  أو ربع،  الحلقة التي أرادها أن تكون «كوميدية قاتمة». هذا الإصدار مستوحى من فيلم صدر عام 1987، ويحكي عن الطائرات والقطارات والسيارات، حيث تكون الشخصية في رحلة - بالنسبة لـ «نوزدايف»، كانت هذه في البداية شخصية تسافر إلى عرض عمل مهم.
كتب الحلقة رشيدة جونز ومايكل شور. اشتهر الزوجان بالكوميديا والمسلسلات الكوميدية، وقد سبق لهما العمل معًا في العديد من الأعمال، بما في ذلك باركس آند ريكريشن، لكنهما لم يكتبا أي شيء معًا من قبل «نوزدايف». من المعجبين بأعمال بروكر، كانت رشيدة جونز على اتصال به لبضع سنوات قبل ذلك وبعد انتقال المسلسل إلى نتفليكس، اقترح عليها كتابة حلقة. كان شور أيضًا من محبي المرآة السوداء واقترحت رشيدة جونز أن يشاركا في كتابة الحلقة. مع وجود جونز وشور على متن الطائرة، تغيرت الشخصية الرئيسية من شخص يركز على رفع نظام التصنيف إلى شخص يرضي الناس، وتم تغيير عرض العمل إلى حفل زفاف وتم تقديم فكرة أن لاسي لديها ما يُعرف بتعويذة الطفولة. كان شقيق لاسي في الأصل صديقها السابق. كتبت شور النصف الأول من الحلقة (حتى بدأت لاسي رحلتها في سيارة مستأجرة)، بينما كتبت رشيدة جونز النصف الثاني، ثم قام الاثنان بدمج نصوصهما. في المسودة الأولية، انتهت الحلقة بعرض عمل لاسي الذي أصبح فيروسيًا وحقق شهرتها. أظهر الإصدار الأخير لاسي في زنزانة السجن، وتم إزالة جهاز التصنيف منها، مما سمح لها بالحرية. كانت الفكرة غير المستخدمة هي فكرة غرف الغضب، حيث تذهب الشخصيات لتدمير الأشياء للتعبير عن غضبهم.
في عام 2016، كان لدى شور حساب على تويتر ولكن ليس على فيسبوك أو إنستغرام، حيث قال: «هناك مجموعة من الغرباء يتحدثون عنك عبر الهراء فقط»، وعبَّر جونز عن موقف سلبي مماثل، قائلاً «لدي مشاعر قوية جدًا ومتضاربة جدًا بشأن أنظمة التصنيف ووسائل التواصل الاجتماعي». يلاحظ بروكر أنه «تتم مكافأتك على إبداء رأي أكثر تطرفًا» على وسائل التواصل الاجتماعي. في الحلقة، كما هو الحال على الإنترنت، تكون جميع التقييمات تقريبًا إما نجمة واحدة أو خمس نجوم. وبالمثل، يرى شور أن وسائل التواصل الاجتماعي تجعل الناس يبالغون في سلوكهم، لا سيما وقاحتهم. يعتقد جونز أن الحلقة، كما هو الحال مع جميع حلقات المرآة السوداء، «تدفعك إلى المستقبل القريب»، بينما يرى شور أنها «حقيقة موازية». وصف بروكر الحلقة بأنها «مثل تقاطع بين فيلم البلدة الفاضلة وعرض ترومان». يقول جونز عن اعتقاده بأن «النساء يتعلمن أن يكنَّ محبوبات، ويتمُّ تدريس الرجال أن يكونوا أقوياء»، ويرى شيريل ساندبرج، أن هذا له صلة مع الحلقة. يرى شور أنَّ دور لاسي مهم لهذه القصة، على الرغم من أنَّ شور يُلاحظ أن الصور المنشورة على وسائل التواصل الاجتماعي تسبب مشاكل سلبية في صورة الجسم للرجال أيضًا.

### التصوير

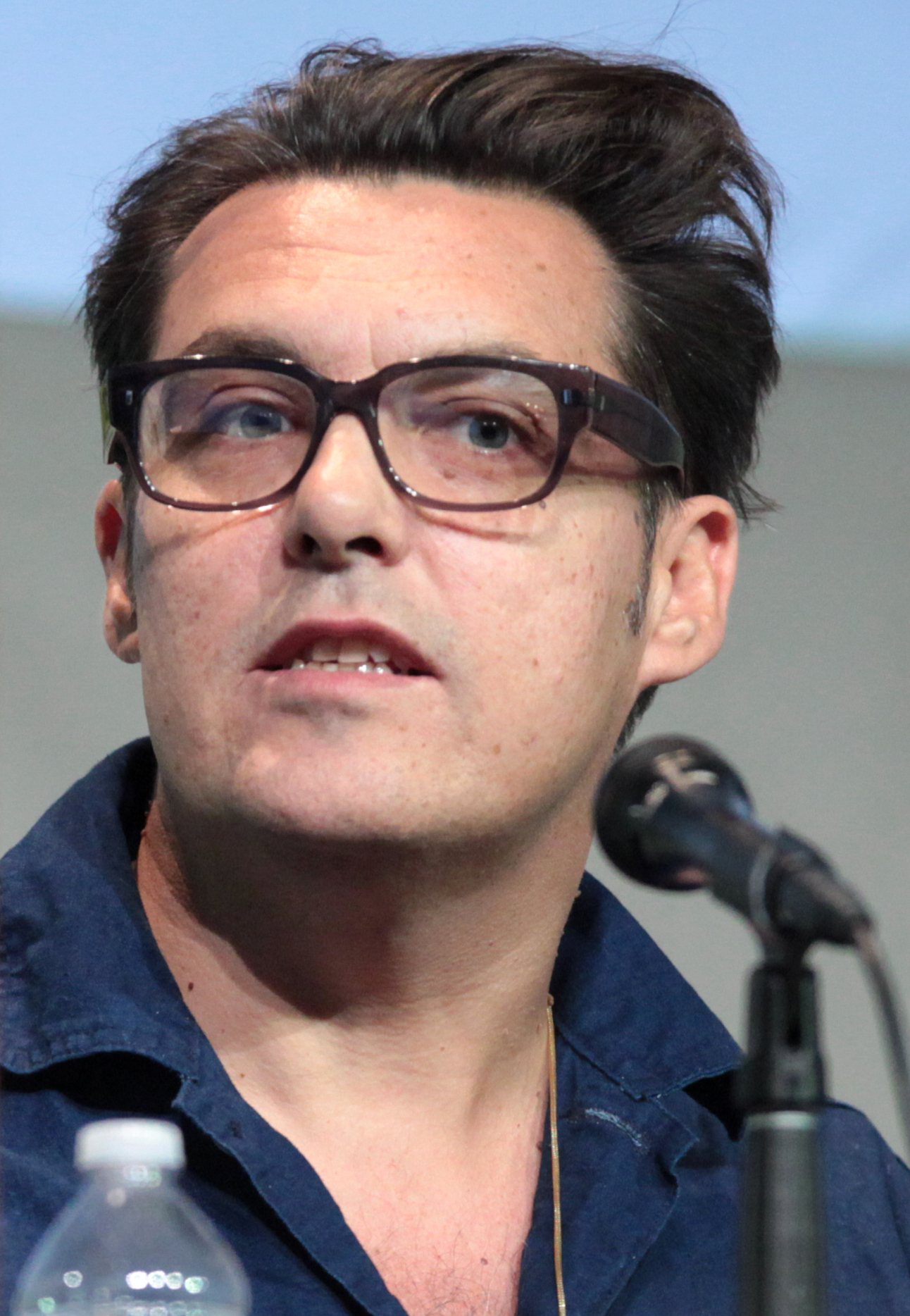
جو رايت، مخرج الحلقة

جرى تصوير الحلقة الثالثة في الموسم الثالث، حيثُ أدار جو رايت الحلقة، وشيموس ماكغارفي كان مدير التصوير الفوتوغرافي ومصمم الإنتاج، الذين كان يعملُ في شركة باينتينغ براكتيس في المؤثرات البصريّة وكذا جيمس فوستر. تم تصوير الحلقة في أربعة أسابيع في كنيسنا، جنوب إفريقيا، وهي بلدة ساحلية على بعد خمس ساعات (بالسيارة) من كيب تاون التي تم اختيارها لأن المخرج شعر وكأنها مدينة ساحلية أمريكية، كما تم تصوير حلقة الموسم الثالث «سان جونيبيرو» في جنوب إفريقيا. في مقابلة مع مجلّة فاريتي، أشار ماكغارفي إلى أن الحلقة تم تصويرها بدقة فور كي بناءً على طلب نتفليكس؛ قال إن مخطط الألوان كان عبارة عن مزيج من الأزرق، و«النعناع الأخضر» و«ألوان الخوخ الغريبة»، وأنه تم اختيار الدعائم و«حتى المشروبات التي يشربها الناس» بعناية لخلق «شعور غريب». قال رايت إنه لم يجر أي تغييرات تقريبًا على حوار النص، فيما قال بروكر أن علاج رايت للموضوع كان «فكرة بصرية قوية للغاية لم نتوقعها».
أشار بروكر إلى أن مخرجي حلقات بلاك ميرور (في هذه الحالة، رايت) يتمتعون «بقوة» أكبر من البرامج التلفزيونية المتسلسلة، حيث «يشبه إنتاج فيلم قصير»، وقال إن رايت «شعر برضوض شديدة بعد عمله في بان وكانت هذه السلسلة [المرآة السوداء] أمرًا جيدًا بالنسبة له فهي تكن التزامًا كاملاً لمدة خمس سنوات لفيلم واحد مثلًا». عمل ماكغارفي سابقًا مع رايت. أثناء مشاهدة الاندفاع من التصوير، كان بروكر متشككًا في البداية بشأن أسلوب رايت السكاريني، لكنه بدأ في فهمه مع تقدم التصوير وإضافة الموسيقى. تستخدم المشاهد التي تقود فيها لاسي مشهدًا تم إنشاؤه بواسطة الكمبيوتر صممه دان ماي، المدير الفني للحلقة. كانت تخطط في البداية للقيادة عبر مناظر طبيعية متعددة مثل الصحراء، ولكن تم تغيير ذلك لأسباب تتعلق بالميزانية.
يلعبُ براس دالاس هاورد دور لاسي، الشخصية الرئيسية في الحلقة. تم اقتراحها من قبل رايت، الذي اختبرها قبل عقد من الزمان من أجل التكفير. اكتسب هوارد 30 رطل (14 كـغ) للدور، قائلا في مقابلة مع ماري كلير أن عار الجسد هو «جزء كبير من النص الفرعي للقصة». اختارت الضحكة للاسي التي مزجت بين «الخوف» و«الخداع» و«الاكتئاب». انضم هوارد لأول مرة إلى وسائل التواصل الاجتماعي خلال عيد الشكر عام 2015 وتم الاتصال به لمعالجة الحلقة بعد أسبوعين، في ديسمبر 2015.

### الموسيقى
اختار رايت في تأليف الموسيقى التصويرية للحلقة ماكس ريختر الذي وصف نفسه بأنه «كونسرفتوار، مؤلف موسيقي كلاسيكي متدرب في الجامعة». التقى ريختر بالمخرج جو رايت لأول مرة في لندن قبل اكتمال تصوير الحلقة وبدأ في الخروج بأفكار للنتيجة. يهدف ريختر إلى «دعم» عرض الحلقة «للقلق المذهل الذي يحوم تحت هذا السطح المبتسم ... بينما في نفس الوقت لا يفسد الانفعالات الخاصة به»، وعلق في مقابلة أن مصور رايت يتمتع «بجودة تشبه الحلم» و«قصة بروكر كانت رائعة». في مقابلة أخرى، قال ريختر إنه كان يهدف إلى أن تتمتع الحلقة «بالدفء وجودة القصص الخيالية طوال الوقت» مع «الظلام تحتها»، وأشار إلى أن تركيبته كانت قائمة على «المشاعر والمسار العاطفي للشخصيات». قام ريختر أيضًا بتأليف المؤثرات الصوتيّة التي يتمُّ تشغيلها عندما تقوم شخصية بتصنيف شخص آخر، ودمج هذه الأصوات مع بعضها البعض.

## التحليل
قارن العديد من النقاد الحلقة بحلقة عام 2014 من كوميونتي، «تطوير التطبيقات» والتي تتميز بتطبيق حيث يقوم المستخدمون بتعيين تقييمات «مياو مياو بينز» لبعضهم البعض على مقياس من واحد إلى خمسة؛ يلاحظ جاك شيبرد من الإندبندنت أن كلا الحلقتين «تحلل بشكل نقدي هوس الناس بالمكانة على منصات التواصل الاجتماعي». قارن المراجعون الآخرون «نوزدايف» بتطبيق الهاتف المحمول بيبل،  حيث يمكن للمستخدمين تقييم بعضهم البعض، مما أدى إلى رد فعل عنيف فور إصداره. قال بروكر في مقابلة إنه لم يكن على علم بحلقة مسلسل كوميونيتي عندما جاء بفكرة «نوزدايف»، لكنه رأى إعلانًا لبيبل أثناء مرحلة ما قبل الإنتاج، واعتقد في البداية أنه سيتحول إلى تسويق لعرض كوميدي، وفكر فيما إذا كان ينبغي عليهم الاستمرار في إنتاج الحلقة أم لا. تمت مقارنة الحلقة أيضًا برواية عام 2003 داون أند آوت إن ذا ماجيك كينغدم، حيث يستكشف كل عمل رابطًا بين الموافقة الاجتماعية والسلطة.
يشرح مانويل بيتانكورت من باسيفيك ستاندرد كيف تتناسب حلقة نوزدايف مع الصور الأخرى لوسائل التواصل الاجتماعي في التلفزيون والسينما، ويقارنها بأفلام عام 2017 الدائرة وإنغريد تذهب للغرب، وكلاهما يستكشف الجوانب السلبية لوسائل التواصل الاجتماعي. تقول بيتانكورت إنه تاريخيًا، تم تصوير النساء على أنهن ضحايا للتكنولوجيا، وهو نمط تتناسب معه هذه الأعمال. على سبيل المثال، إن كل من إنجريد ولاسي مهووسان بالظهور على أنهما مثاليتان على الإنترنت. في المقابل، الشخصيات الذكورية هي صوت العقل تقليديًا: في هذه الأعمال، يخدم شقيق لاسي ريان وميرسر (فيلم الدائرة) وزوج تايلور (فيلم إنجريد جويس ويست) هذا الغرض. علاوة على ذلك، فإن أنثوية شخصية سوزان في «نوزدايف» مرتبطة بازدراءها لوسائل التواصل الاجتماعي. كتبت بيتانكورت أن هذه الخصائص لا تتوافق مع الأبحاث حول كيفية استخدام الرجال والنساء للتكنولوجيا، حيث تشير بعض الدراسات إلى أن الرجال لديهم المزيد من الاستثمار العاطفي في ردود الفعل الإيجابية على وسائل التواصل الاجتماعي. ومع ذلك، تُظهر حلقة «نوزدايف» أن الأشخاص من جميع الأجناس يضعون أهمية في وسائل التواصل الاجتماعي، مما دفع بيتانكورت إلى تسميته «ربما أكثر نقد [...] للعناوين الحديثة».
نشرت بيزنس إنسايدر ملاحظات إيرين برودوين التي تحدث فيها عمّا سماهُ حلقة مفرغة من المتعة. على الرغم من السعادة اللحظية عند حصولها على تصنيف عالٍ، فإن لاسي «وحيدة وغير راضية». يشير برودوين إلى أن الدراسات العلمية تتفق مع خبرة لاسي، لأنه لا توجد علاقة بين استخدام وسائل التواصل الاجتماعي والسعادة على المدى الطويل.
لاحظ النقاد أيضًا إدراج إيستر إيغ في مسلسل المرآة السوداء- تفاصيل صغيرة تشير إلى حلقات أخرى. وصف بروكر إيستر إيغ بأن هذه هي المفضلة لديه في الموسم الثالث. ذكر خبير مؤثرات خاصة أن لاسي تتحدث عن «ريبتيليجنت»، وهو اسم الشركة التي تستشيرها لاسي للحصول على نصائح حول تصنيفها دون توضيح هذه الجزئيّة.

### نظام الائتمان الاجتماعي
قُورنت حلقة «نوزدايف» على نطاق واسع بنظام الائتمان الاجتماعي الصيني، وهي مبادرة حكومية مخطط لها للاختبار في عام 2020، وباقي الأنظمة الصينية الحالية مثل نظام الرصيد الاجتماعي. في نوفمبر 2016، شاركت صفحة فيسبوك الخاصة بسلسلة المرآة السوداء مقالاً في واشنطن بوست حول نظام الائتمان الاجتماعي. سيخصص النظام لكل مواطن درجة تحدد القرارات مثل «ما إذا كان بإمكانك اقتراض المال» أو «إدخال أطفالك في أفضل المدارس»، وأن الإجراءات مثل «التخلف عن سداد قرض» أو «انتقاد الحزب الحاكم» من شأنه أن يؤدي إلى درجة أقل. يسمح نظام الرصيد الاجتماعي الحالي، الذي يمنح المستخدمين درجات تتراوح بين 350 و950، بالفعل لبعض الأشخاص الذين حصلوا على درجات عالية باستئجار سيارات بدون إيداع، أو الدفع لتخطي قوائم الانتظار في المستشفى. علاوة على ذلك، تعتمد درجة الشخص في برنامج الرصيد الاجتماعي على عشرات الأشخاص في دائرتهم الاجتماعية.
تمت مقارنة الأنظمة المقترحة والحالية على نطاق واسع بالحلقة ككل. على وجه التحديد، لوحظ أن خصم الشقة الذي تأمله لاسي يشبه كيف يمكن للأشخاص ذوي التصنيف العالي تحت نظام الرصيد الاجتماعي استئجار سيارات بدون وديعة،  بالإضافة إلى ذلك، يذكر طرد لاسي من المطار بسيطرة النظام على من يمكنه المشاركة في بعض أشكال النقل.
علق كاتب سيناريو المسلسل تشارلي بروكر في مناسبات عديدة حول الروابط بين الحلقة ونظام الائتمان الاجتماعي. وقال مازحا في مقابلة «أعدك أننا لم نبع الفكرة للحكومة الصينية!» حول رؤية مفهوم الحلقة ينبض بالحياة في العالم الحقيقي، قال بروكر «لقد كان رائعًا للغاية». يعلق أن الاختلاف الرئيسي بين نظام التصنيف الصيني والنظام في «نوزدايف» هو «أن هناك حكومة مركزية تقيم الأمور ... كونه [النظام] خاضعًا لسيطرة الدولة، فإنه يشعر بمزيد من الشؤم»، ويشير أيضًا إلى أن نظام الائتمان الاجتماعي«يبدو وكأنه محاولة لجعل السكان يتصرفون بطريقة معينة».

## الاستقبال
قال آدم موسيري، الرئيس التنفيذي لشبكة التواصل الاجتماعي إنستغرام، إنه استوحى من حلقة «نوزدايف» اختبار إخفاء «الإعجابات» على خدمة إنستغرام ابتداءً من عام 2019، مدركًا الدلالات السلبية التي تجعل إبقاء عدد «الإعجابات» مرئيًا بسهولة على سلوك بعض المستخدمين.
تم عرض الحلقة بشكل ساخر في سكيتش ساترداي نايت لايف عام 2017 بعنوان «خمس نجوم». يظهر فيه عزيز أنصاري وبوبي موينيهان وهما يحاولان بشدة إقناع بعضهما البعض في رحلة أوبر لتعزيز تقييمات بعضهما البعض. يذكر الرسم بوضوح مسلسل المرآة السوداء، حيث تقول كلتا الشخصيات أن «سان جونيبيرو» هي الحلقة المفضلة لديهم.

### الاستقبال النقدي
لقيت حلقة «نوزدايف» استحسان النقاد. قام موقع روتن توميتوز بتجميع 22 تقييمًا، وحدد 95٪ منها على أنها إيجابية، وحسب متوسط تقييم بـ 7.33/10. حصلت الحلقة على تصنيفات أربع نجوم في ذا إندبندنت وذا غارديان،  جنبًا إلى جنب مع تصنيف A− في إيه. في. كلوب. في ذا مانكونيون، تلقت الحلقة 3.5 نجوم؛ وتمَّ تصنيفها بثلاث نجوم من قبل ديلي تلغراف وإريش إندبندنت. إمفا سيتيرنا من مانكونيون كتب أنَّ الحلقة ترقى إلى سمعة المسلسل، كما ذكر بنيامين في الإندبندنت أنه شعر أن الحلقة جيّدة على الرغمِ من أنها تشملُ التكنولوجيا على غرار الحلقات السابقة. كتب تشارلز براميسكو في مجلة نيويورك أنه يعبر عن «الموضوع الإرشادي» للمسلسل بـ «الوضوح الواضح». يثني مؤلفو ذا راب على كيفيّة تعامل الحلقة مع هوس المجتمع بوسائل التواصل الاجتماعي، ويرى مات إلفرينغ من غيم سبوت أن طبيعته المثيرة للتفكير تجعله اختيارًا جيدًا للعرض الأول للموسم. كتب مات فاولر لآي جي إن أن الحلقة «ممتعة ومحبطة في نفس الوقت» والتي تتناقض مع الحلقات «الأرضية والقاتمة» التي ستتبعها. انتقد بات ستايسي الحلقة في مقالة نشرتها صحيفة «آيرش إندبندنت» قائلًا إنها «تضع المقدمة بشكل واضح، ثم تقضي وقتًا طويلاً في العمل على هذه النقطة.»
كان النقد الرئيسي بين المراجعين هو إمكانية توقع الحلقة وتكرارها،  بينما كان الاستقبال حتى النهاية مختلطًا. يصف أوبري بايج في كوليدر الحلقة بأنها «على مستوى السطحيّة بشكل مؤسف وخارج العلامة التجارية قليلاً» نظرًا لقدرتها على التنبؤ، مع موافقة أندرو والينشتاين من فارييتي كذلك أن الحلقة تفتقر إلى نغمة ما، على الرغم من أن هذا يجعلها أكثر مما يمكن الوصول لها. يعتقد زاك هاندلين من آي في كلوب أن النصف الأول من «نوزدايف» متوقع للغاية ولكن النصف الثاني «[يُضيف] عمقًا وصدقًا». كتبت تاشا روبنسون في ذا فيرج أن الحلقة «يمكن أن تكون حادة وواضحة» لكنها «تفهم الطبيعة البشرية جيدًا». يعتقد بعض المراجعين أن الحلقة كانت طويلة جدًا وأن النهاية كانت إيجابية للغاية. ومع ذلك أشاد أليكس مولان من ديجيتال سباي بالحلقة لأنه على الرغم من أنها «قاتمة في بعض الطرق» لكنها «رائعة في نفس الوقت».
كان لدى النقاد رد إيجابي في الغالب على السيناريو ككل، مع ملاحظة البعض على النغمات الكوميدية. يصف روبنسون الحلقة بأنها «مسرحية أخلاقية مبالغ فيها حول مخاطر الامتثال والمتعة الصغيرة للفردية». وقد أُطلق على النص اسم «مرح بشكل لاذع»،  «مضحك»، «ممتع»،  «متحرك» و«مقلق للغاية». يوافق لي على النص وبالتالي على السيناريو. من ناحية أخرى، انتقدَ موناهان الحبكة وقال إنَّ الشخصيات لا ترقى إلى مستوى إمكاناتها. يشعر بيج أن الحلقة «تفتقر إلى الصورة السادية لعمل بروكر المعتاد».

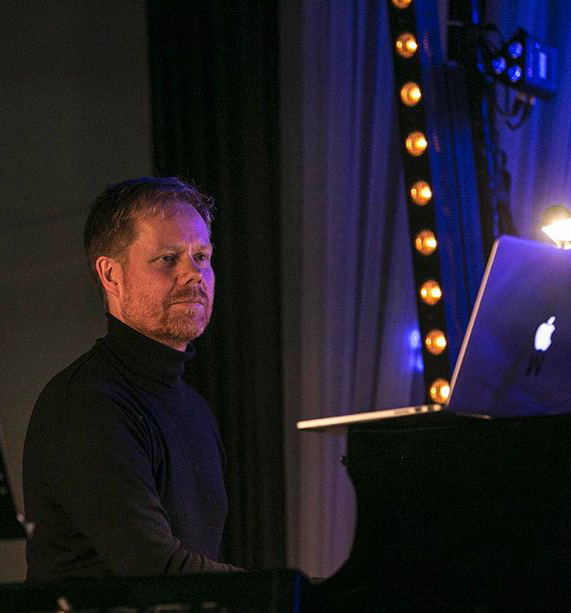
أشاد المراجعون بالموسيقى التصويرية لماكس ريختر للحلقة.

تمت الإشادة بالأسلوب البصري للحلقة وإخراج جو رايت؛ بحيثُ لاقى إعداد الحلقة استقبالًا إيجابيًا. أشاد كريستيان من وات كيلتشر «باللوحة البصريّة المميزة» وبـ «إنتاج القيم ممتاز»، بينما سمّاها فوربس تاسي «حلقة بصريّة مذهلة» ضمنَ هذه السلسلة. تشيد صوفي جيلبرت من ذا أتلانتيك بالتناغم بين الصور المرئية الهادئة والتوتر السردي. يلاحظ روبنسون أن الجماليات تميز الفرق بين الشخصيات ذات التصنيفات العالية والمنخفضة. علق آدم شيتوورد في كوليدر أن الأسلوب المرئي «يحافظ على تركيز كل شيء على الشخصيات»، والذي يختلف عن أسلوب جو رايت النموذجي. يلاحظ سيتراناه أن ميزانية نتفليكس الضخمة واضحة في صور الحلقة، ويقترحُ كُتَّاب ذا إندبندنت أن الحلقة كانت مفصلة بما يكفي لإعادة النظر فيها.
أشاد العديد من النقاد بأداء هوارد، ووصفه أتاد بأنه «مذهل بشكل مبهج». بالإضافة إلى ذلك، كتب جيلبرت أن هوارد «ينقلُ إحباط لاسي الداخلي بينما يبتسم بمرحٍ من خلاله». يضمن تمثيل هوارد أن المشاهدين يقفون إلى جانب لاسي، وفقًا لمولان، الذي يثني أيضًا على تمثيل إيف باعتباره «ممتازًا».
حظي التكوين الموسيقي لماكس ريختر للحلقة بترحيب جيد، فقد أثنى كتاب الإندبندنت على ريختر «لخلطه أصوات التطبيق مع النتيجة غير الحادة التي تثير كفاح بطل القصّة لتحديد الواقع والخيال»، وهو عنصر أشاد به روبنسون أيضًا. يصف فاولر النتيجة بأنها «مقنعة للغاية»،  ويصفها موناهان بأنها «أنيقة».

### ترتيب الحلقة
ظهرت حلقة «نوزدايف» في تصنيفات العديد من النقاد في الحلقات التسعة عشر من مسلسل المرآة السوداء. هذا ترتيبها من الأفضل إلى الأسوأ.
| - الثالثة – تشارلز براميسكو من فيلتشير - الثالثة – إريك أنثوتي جلوفر من إنترتينمنت تونايت - الخامسة – مات دونيلي وتيم مولوي من ذا راب - الخامسة – ترافيس كلارك من بيزنيس إنسايدر - السادسة – مورجان جيفري من ديجيتال سباي | - الثامنة – أوبري بايج من كوليدر - التاسعة – جايمس هيبرد من إنترتينمنت ويكلي - الثالثة عشر – كوري أتاد من مجلّة إسكوير - الثالثة عشر – ستيف جرين، هان نجويين وليز شانون ميلر من إندي واي |

بدلاً من الجودة، صنَّف بروما خوسلا من ماشابل كل حلقة حسب ما يُعرف بالنغمة، وخلص إلى أن «نوزدايف» هي الحلقة 15 الأكثر تشاؤماً من بين 19 حلقة.
فيما وضع آخرون التصنيف التالي;
| - الثالث – كريستيان بون، من وات كيلتشر - السادس – آدم دفيد من سي إن إن الفلبين - السابع – مات إلفرينغ من جيم سبوت - الثامنة – إد باور من ذا تيليغراف | - التاسعة – جاكوب هال من موقع فيلم - التاسعة – براندان ديولي من كومينغسون دوت نت - العاشرة – أندرو والانشتياين من مجلة فارييتي |

صنَّف بعض النقاد الحلقات الست من الموسم الثالث من المرآة السوداء بترتيب الجودة على الشكل التالي:
- الثانية - جاكوب ستولورثي وكريستوفر هوتون من موقع المستقل[59]
- الثالثة - بول تاسي من فوربس
- الثالثة - ليام هوف من موقع فليكر إن ميث[77]

### الجوائز
رُشّح «نوزدايف» للعديد من الجوائز في عام 2017. حصل الموسم الثالث من السلسلة أيضًا على العديد من الترشيحات والجوائز الأخرى.
| الجائزة                    | الفئة                                                 | المرشّح/ة                                                                        | النتيجة | المرجع |
| -------------------------- | ----------------------------------------------------- | ------------------------------------------------------------------------------- | ------- | ------ |
| جوائز بافتا تلفزيون كرافت  | أفضل تصوير وإضاءة - خيال                              | شيموس ماكغارفي                                                                  | رُشِّح     | [ 78 ] |
| جوائز نقابة ممثلي الشاشة   | أفضل أداء متميز لممثلة في فيلم تلفزيوني أو مسلسل قصير | بريس دالاس هوارد                                                                | رُشِّح     | [ 79 ] |
| جوائز نقابة مديري الفنون   | التميز في تصميم الإنتاج لفيلم تلفزيوني أو مسلسل قصير  | جويل كولينز وجيمس فوستر ونيكولاس بالمر (رشح أيضًا عن "بلاي تيست" و"سان جونيبرو") | رُشِّح     | [ 80 ] |
| جوائز إن آي سي سي بي للصور | أفضل كتابة متميزة                                     | رشيدة جونز ومايكل شور                                                           | رُشِّح     | [ 81 ] |
| جوائز الإيمي برايم تايم    | أفضل تصوير سينمائي في مسلسل أو فيلم قصير              | شيموس ماكغارفي                                                                  | رُشِّح     | [ 82 ] |

## اللعبة
بناءً على الحلقة، تم إنتاج لعبة نوزدايف بواسطة شركة أسمودي. صدرت اللعبة في 25 نوفمبر 2018، وتتطلب ما بين ثلاثة إلى ستة لاعبين وهي مصممة لتستمر لمدة 45 دقيقة تقريبًا. اللعبة متاحة لنظام أندرويد وآي أو إس، ولتشغيلها يقوم اللاعبُ في البداية بتعيين نقاط لخصومه. في المرحلة التي تُعرف بأسلوب الحياة الأولية، يسحب اللاعبون بطاقات ذات تصنيفات تتراوح بين نجمة وخمس نجوم، مثل بطاقة النجمة الواحدة «استراحة غداء لمدة ست دقائق». يقومون بتعيينهم تكتيكيًا ثم يختار كل لاعب مجموعة معيّنة. في مرحلة التجربة، يقوم اللاعبون بتعيين تجارب لبعضهم البعض مثل «تلقي كعكة كراهية مجهولة» ثم يقوم كل لاعب بتقييم خبراتهم التي حصلوا عليها من نجمة واحدة إلى خمس نجوم. يقوم التطبيق بعد ذلك بضبط النقاط الاجتماعية لكل لاعب بناءً على هذه التصنيفات. في نهاية اللعبة، يربح اللاعبون نقاطًا من بطاقات أسلوب الحياة التي يمتلكونها والتي لها تصنيفات نجوم أقل من أو تساوي نقاط التواصل الاجتماعي الخاصة بهم.
انتقدت تاشا روبنسون في ذا فيرج آليات اللعبة باعتبارِ أنها عشوائية، حيث يتمُّ تحديد النتائج الاجتماعية للمستخدمين في الغالب بواسطة عوامل عشوائية. ومع ذلك، أشادت روبنسون بتصميم التطبيق، وجماليات اللعبة وروح الدعابة في بطاقات الخبرة، والتي يمكن أن تؤدي إلى مناقشة ممتعة.

## روابط خارجية
- نوزدايف على موقع IMDb (الإنجليزية)
- نوزدايف على موقع ميتاكريتيك (الإنجليزية)
- نوزدايف على موقع روتن توميتوز (الإنجليزية)
- نوزدايف على موقع نتفليكس (الإنجليزية)
- نوزدايف على موقع أول موفي (الإنجليزية)
- نوزدايف على موقع فيلمافينيتي (الإسبانية)
- نوزدايف على موقع ليتربوكسد (الإنجليزية)